# أجنحة الثعالب (مسلسل)
أجنحة الثعالب هو مسلسل تلفزيوني عراقي، من تأليف صباح عطوان.

## الممثلون
- فريال كريم.
- محمد حسين عبد الرحيم.
- محسن العزاوي.
- هناء محمد.
- عبد الجبار كاظم.
- يوسف العاني.
- التفات عزيز.
- صادق علي شاهين.
- خليل الرفاعي.
- مناف طالب.[1]